# Comté de Dickinson (Kansas)
Pour les articles homonymes, voir Comté de Dickinson.
Le comté de Dickinson est l’un des 105 comtés de l’État du Kansas, aux États-Unis. Fondé le 20 février 1857, il a été nommé en hommage au sénateur Daniel Dickinson.
Siège et plus grande ville : Abilene.

## Géolocalisation
| Comté d’Ottawa     | Comté de Clay      |                 |
| Comté de Saline    | Comté de Dickinson | Comté de Geary  |
| Comté de McPherson | Comté de Marion    | Comté de Morris |

## Démographie
En 2010, la population du comté de Dickinson est de 19 754 habitants.

## Municipalités du comté
- Chapman